# Ajuntament de Sant Climent Sescebes
L'Ajuntament de Sant Climent Sescebes és un edifici del municipi de Sant Climent Sescebes (Alt Empordà) inclòs en l'Inventari del Patrimoni Arquitectònic de Catalunya. Situat dins del nucli urbà de la població de Sant Climent, a l'extrem nord-est del nucli antic del municipi, formant cantonada entre els carrers Magre i Nou, davant la plaça Carles Cusí, es tracta d'un edifici cantoner de planta rectangular, amb la coberta de dues vessants de teula i distribuït en planta baixa i pis.
La construcció està bastida amb pedra sense treballar i maons, lligat amb morter de calç. Les façanes estan arrebossades i pintades.
L'accés principal se situa a la cantonada nord-est de la construcció, disposada a manera de xamfrà, tot i que ha estat reformat de la mateixa manera que la resta d'accessos de la planta baixa. Al pis hi ha una sèrie de finestrals rectangulars força allargats, a manera de finestres balconeres, que presenten els emmarcaments bastits amb maons rematats per un coronament esglaonat. Les obertures es troben agrupades i s'alternen amb trams decoratius verticals de forma romboïdal fets de maons.